# Akanbe

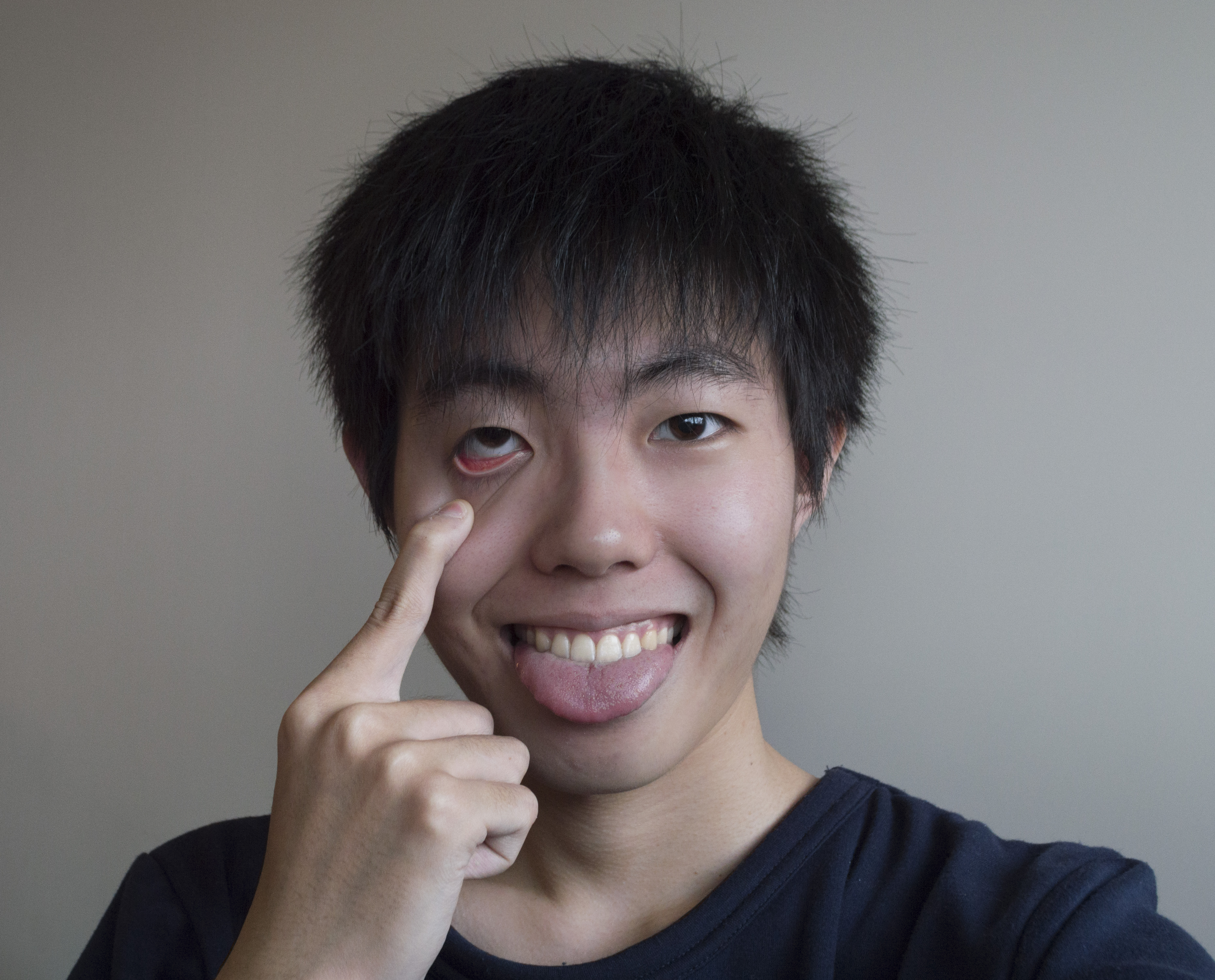
Nam thanh niên làm cử chỉ akanbe.

Akanbe (tiếng Nhật: あかんべえ, あっかんべえ và あかんべえよ) là cử chỉ trên khuôn mặt của người Nhật nhằm thể hiện sự mỉa mai nhưng cũng được dùng làm lời chế nhạo. Cử chỉ này bao gồm việc ai đó kéo mí mắt dưới của mình xuống để lộ phần dưới màu đỏ cho kẻ khác, thường đi kèm với việc người đó lè lưỡi.